# Грачёв, Владимир Александрович
Владимир Александрович Грачёв (род. 2 марта 1942, село Тайманиха. Ивановская область) — российский учёный, политический деятель. Доктор технических наук, профессор, член-корреспондент РАН (отделение физической химии). Народный депутат, заместитель председателя Комитета Верховного Совета РСФСР по науке и образованию (1990—1993), депутат Государственной думы третьего и четвёртого созывов (в 1999—2007 годах); советник генерального директора Государственной корпорации по атомной энергии «Росатом» с февраля 2008 года.
С 2008 года Председатель Общественного совета при Ростехнадзоре, председатель Центрального совета Всероссийского общества охраны природы (2002—2010, 2017—2021), президент Неправительственного экологического Фонда имени В. И. Вернадского.

## Образование и учёные степени
В 1966 году с отличием окончил Пензенский политехнический институт по специальности «Литейное производство».
В 1967 году поступил в аспирантуру Московского института электронного машиностроения. В 1969 году защитил кандидатскую, а в 1988 году докторскую диссертации.
С 1991 года является член-корреспондентом РАН по отделению физической химии и технологии неорганических материалов.
В 1996 году В. А. Грачев получил второе высшее образование, окончив Пензенский государственный университет по специальности юриспруденция

## Начало профессиональной деятельности
Трудовую деятельность начал на Пензенском компрессорном заводе, где проработал до 1974 года, пройдя путь от мастера цеха до главного металлурга головной лаборатории. С 1974 года Грачев В. А. — старший преподаватель, доцент, а с 1980 года — заведующий кафедрой «Машины и технология литейного производства» Пензенского политехнического института. Работал заведующим кафедрой в Московском высшем техническом училище им. Баумана и Академии труда и социальных отношений.

## Трудовая деятельность
| 1960-1974 | техник, мастер, инженер, начальник бюро, главный металлург головной лаборатории Пензенского компрессорного завода; |
| 1974-1991 | старший преподаватель, доцент, зав. кафедрой Пензенского политехнического института; |
| 1991-1993 | член Верховного Совета РСФСР, заместитель председателя комитета по науке и образованию Верховного Совета РСФСР; |
| 1993-1994 | вице-президент Всероссийского фонда образования; |
| 1994-1999 | руководитель аппарата Комитета Совета Федерации по науке, культуре, образованию, здравоохранению и экологии; |
| 1995-2009 | заведующей кафедрой Региональной экономики и инновационной деятельности Академии тура и социальных отношений (по совместительству); |
| 1999-2007 | председатель Комитета по экологии Государственной Думы |
| 2008-н.в. | советник генерального директора Госкорпорации «Росатом», Председатель Правления международной экологической общественной организации «GREENLIGHT», по совместительству в качестве заведующего кафедрой и главного научного сотрудника ведет научную работу в РУДН и Институте физической химии и электрохимии им. А. Н. Фрумкина РАН. |
| 2009-н.в. | президент Неправительственного экологического Фонда имени В. И. Вернадского |

### Работа в Федеральном собрании России
В 1990 коллективом Пензенского политехнического института был выдвинут кандидатом в народные депутаты РСФСР. Избран по Первомайскому территориальному округу № 568 (Пензенская область).Руководитель секретариата 1 Съезда народных депутатов РСФСР. На I Съезде избран в Совет Республики Верховного Совета.
С 1990 по 1993 год Грачёв В. А. — заместитель председателя Комитета ВС РФ по науке и народному образованию. Входил во фракцию «Коммунисты за демократию» (с 1991 — «Свободная Россия», фракция сторонников Александра Руцкого).
12 декабря 1991 г., являясь членом Верховного Совета РСФСР, проголосовал за ратификацию беловежского соглашения о прекращении существования СССР и воздержался при голосовании по вопросу о денонсации Союзного договора.
В декабре 1992 на VII Съезде выступал от имени фракции «Свободная Россия».
В Верховном Совете РФ выступал за сокращение расходов на оборону, освоение космоса и на содержание бюрократического аппарата. Предлагал организовать возврат внешних долгов России, за счёт конверсии военного производства расширить выпуск товаров народного потребления, перераспределить капитальные вложения, направив их прежде всего в агропромышленный комплекс.
На 1999 год, Грачев В. А. — руководитель аппарата Комитета СФ РФ по науке, культуре, образованию, здравоохранению и экологии. 19 декабря 1999 избран депутатом Государственной Думы ФС РФ третьего созыва по списку блока «Единство» («Медведь»). В Государственной Думе в январе 2000 зарегистрировался в депутатской фракции «Единство». 19 января 2000 возглавил Комитет по экологии. 27 февраля 2000 на учредительном съезде Общероссийского политического общественного движения (ОПОД) «Единство» был избран членом политсовета ОПОД «Единство». 27 мая 2000 на учредительном съезде партии «Единство» был избран членом президиума политсовета партии.
7 декабря 2003 избран депутатом Гос. Думы РФ по федеральному списку партии «Единая Россия». Вошел в состав фракции «Единая Россия». Избран председателем Комитета по экологии Государственной Думы Федерального Собрания РФ. Являясь членом Генерального Совета Партии, Грачев В. А. вёл активную работу в порученных ему регионах.
В 2006 году назначен координатором Всероссийской политической партии «Единая Россия» по вопросам экологии.

### Проекты законов
Являясь Председателем Комитета Государственной Думы по экологии Грачев В. А. лично участвовал в разработке более 40 законопроектов, по 18 из которых он являлся руководителем рабочих групп, в том числе следующих:
- «О плате за негативное воздействие на окружающую среду» (ФЗ РФ от 10 января 2002 г. N 7-ФЗ «Об охране окружающей среды». Статья 16. Плата за негативное воздействие на окружающую среду),
- Федеральный закон Российской Федерации от 26 июня 2008 года N 96-ФЗ О внесении изменений в Федеральный закон «Об экологической экспертизе»,
- «О зонах экологического бедствия» (ФЗ РФ от 10 января 2002 г. N 7-ФЗ «Об охране окружающей среды». Глава VIII. зоны экологического бедствия, зоны чрезвычайных ситуаций),
- «Об охране почв» (Проект ФЗ N 83224-3 «Об охране почв» (ред., внесённая в ГД ФС РФ))[11],
- «Об экологической культуре» (Проект федерального закона РФ «Об экологической культуре» № 90060840-3 (внесён 13.07.2000))[12],
- «О внесении изменений и дополнений в Федеральный закон „Об особо охраняемых природных территориях“»[13],
- «О внесении изменений и дополнений в Федеральный закон „О гидрометеорологической службе“»[14],
- «О внесении изменений и дополнений в Федеральный закон „Об охране озера Байкал“»[15].

Под руководством Грачева В. А. был разработан и доведён до принятия Федеральный закон «Об охране окружающей среды» — «природоохранная конституция», которая позволяет рационально сочетать охрану окружающей среды с рациональным природопользованием и эффективным ведением всех отраслей народного хозяйства.
По инициативе экологической общественности и благодаря усилиям Грачёва В. А. 23 июля 2007 года В. В. Путин своим Указом постановил установить профессиональный праздник — День эколога и отмечать его 5 июня.

### После ухода из Федерального собрания России
С начала своей профессиональной деятельности В. А. Грачев уделял большое внимание проблемам экологии атомной отрасли. Работая в Федеральном Собрании, Грачев В. А. на законотворческом уровне занимался решением вопросов, связанных с развитием атомной энергетики и ядерной безопасности. Грачев В. А. — автор и активный проводник тезиса о том, что широкомасштабное внедрение атомной энергетики позволит решить глобальные экологические проблемы. Во многом, благодаря своим убеждением, Грачев В. А. после ухода из правительства, в 2008 году становится советником генерального директора Госкорпорации «Росатом».

## Общественная деятельность
С 2008 года Председатель Общественного совета при Ростехнадзоре.
В 2002—2010 и с 16 декабря 2017 по настоящее время Председатель Центрального совета Всероссийского общества охраны природы.
Член общественного совета Государственной корпорации «Росатом»), член Высшего экологического совета Комитета Государственной Думы по природным ресурсам, природопользованию и экологии; член Экспертно-консультативного совета при Председателе Счетной палаты России; член Парламентской Ассамблеи Совета Европы, Комиссии Российской Федерации по делам ЮНЕСКО, Высшего экологического совета Комитета Государственной Думы по природным ресурсам, природопользованию и экологии;
В 2001 году основал Экологическое движение конкретных дел (ООД ЭДКД) — целью которого являлась охрана окружающей среды и здоровья человека, обеспечение экологической безопасности и предотвращение экологических и техногенных катастроф путём конкретных дел. На базе ООД «ЭДКД» в 2010 году была создана Межрегиональная экологическая общественная организация (МЭОО) «ГРИНЛАЙТ» — которая декларирует своей целью содействие созданию и развитию экологически чистых и безопасных способов получения энергии, охране окружающей среды и здоровья людей от всех видов вредного воздействия, сохранению и восстановлению природной среды, рациональному использованию природных ресурсов, организация и проведение независимой общественной экологической экспертизы, осуществление общественного экологического контроля, содействие созданию благоприятной экологической обстановки и среды обитания человека. Председателем Правления МЭОО «ГРИНЛАЙТ» является Грачев В. А.

### Парламентская ассамблея Совета Европы
В 2000—2007 годах член Парламентской Ассамблеи Совета Европы — представлял интересы Российской Федерации по вопросам экологии, охраны окружающей среды, атомной энергетики, науки, образования, сельского хозяйства, культуры, а также по ряду других направлений.
Участвует в ПАСЕ в качестве эксперта делегации Российской Федерации. В своих выступлениях в ПАСЕ неоднократно ставил вопрос об адекватной оценке глобальной экологической роли России в мире:
«Обладая всего 2 % ВВП, Россия вносит не менее 10 % в общемировую экологическую систему: у нас 13000000 км² нетронутых экосистем, более 11000000 км² лесов, являющихся 25 % всех лесов мира. Это „зеленые легкие“ планеты. В России находится около четвёртой части всех мировых запасов пресной воды. Глобальная экологическая роль России должна быть адекватно оценена. Глобальное потепление, радиоактивные отходы, атомная энергетика — наиболее важные проблемы, напрямую касающиеся нашей страны».
За время сотрудничества с ПАСЕ Грачёв В. А., в своих выступлениях, неоднократно обращал внимание членов Парламентской Ассамблеи на следующие проблемы:
- потенциальные угрозы экосистеме Балтийского моря в связи с захоронением на дне химического оружия времён второй Мировой войны;
- глобальное изменение климата, вызванное накоплением углекислого газа;
- радиоактивные отходы и охрана окружающей среды;
- охрана окружающей среды в Арктическом регионе.

В 2011 году на апрельской сессии Парламентской ассамблеи Совета Европы состоялось торжественное вручение диплома Почетного члена ПАСЕ и медали Pro Merito («За заслуги») Грачеву В. А.

Вручая награду и диплом, председатель ПАСЕ Мевлют Чавушоглу отметил важность работы В. Грачёва в Парламентской ассамблее в 2000—2008 годах: 
«Для Комитета по окружающей среде и для всех нас было честью иметь в своём составе члена, который являлся председателем Комитета по экологии Государственной Думы РФ и признанным экспертом в области энергетики и Киотского протокола».

## Награды
- Орден Почёта (Россия);
- Орден «За заслуги перед Отечеством» IV степени;
- Медаль ордена «За заслуги перед Отечеством» II степени;
- Медаль «За химическое разоружение»;
- Медаль «За охрану окружающей среды»;
- Нагрудный знак «Академик И. В. Курчатов» II степени;
- Орден «Слава нации»;
- Нагрудный знак отличия «За вклад в развитие атомной отрасли» I степени
- Высшая награда Кузбасса «Ключ Дружбы»;
- Юбилейные награды Санкт-Петербурга и Якутии;
- Премия Правительства Российской Федерации 2006 года в области науки и техники за разработку и внедрение системного экологического мониторинга как компонента стратегической безопасности;
- Дважды удостоен звания «Изобретатель СССР» и награждён почётным знаком Роспатента за достижения в инновационной деятельности.
- Медаль «PRO MERITO» (за заслуги) Парламентской Ассамблеи Совета Европы;

## Научная и экспертная деятельность
Основное направление исследований: термодинамика, механизм и кинетика взаимодействия фаз при плавке металлов и сплавов. Труды по термодинамике и кинетике плавки литейных сплавов, экологии и ресурсосбережению при этом процессе. Работая на заводе (1960—1974 года)В. А. Грачев, наряду с основной работой, осуществляет научные исследования по проблеме рационального использования газового топлива в промышленности. Начатые научно-исследовательские работы на заводе были продолжены в Пензенском политехническом институте, результатом которых стало теоретические обоснование осуществления ваграночного процесса с использованием природного газа вместо кокса. В. А. Грачев внёс большой вклад в развитие теории процессов плавки литейных сплавов. В последние годы[когда?] под руководством В. А. Грачева созданы принципиально новые конструкции печей для плавки алюминиевых сплавов, решён ряд проблем в сфере практической инженерной экологии.
К 2019 году у Грачева В. А. 243 авторских свидетельств.

## Уголовное преследование
14 октября 2021 г. заместитель генерального прокурора Анатолий Разинкин утвердил обвинительное заключение по уголовному делу в отношении Владимира Грачева, направив материалы для рассмотрения по существу в Хамовнический райсуд Москвы. Главным следственным управлением СКР Владимир Грачев обвиняется в совершении мошенничества в особо крупном размере (ч. 4 ст. 159 УК РФ).